# تسک فورس فینکس

هفتمین نماد تسک فورس فینکس که دارای پرچم هفده کشور شامل در آن می‌باشد.

نیروی اجرای عملیات فینکس (به انگلیسی: Task Force Phoenix) یا به صورت صحیح‌تر نیروی مشترک ترکیب‌شده اجرای عملیات فینکس (به انگلیسی: Combined Joint Task Force Phoenix) که به صورت مختصراً (CJTF Phoenix) شناخته می‌شود، گروه نظامی عملیاتی مشترکی بود که از هفده کشور تشکیل شده‌بود و توسط ستاد فرماندهی مرکزی ایالات متحده آمریکا (به انگلیسی: United States Central Command) (مختصراً: (CENTCOM)) اداره می‌شد. مأموریت اصلی این گروه در افغانستان بود که وظیفه آنها تعلیم و راهنمایی نیروی پلیس ملی افغانستان و نیروهای امنیت ملی افغانستان (به انگلیسی: Afghanistan National Security Forces) (مختصراً: (ANSF)) و برای برقراری نظم عامه و قانون در سراسر افغانستان بود. اردوی ملی افغانستان در فوریه ۲۰۰۵ بیش از ۵۰۰۰ نیرو برای تعلیم داشت که همه توسط تسک فورس فینکس در چندین نقطه مختلف شهر انجام شد.

ANSF از بخشهای ۲۰۱، ۲۰۳، ۲۰۵، ۲۰۷، ۲۰۹ اردوی ملی افغانستان و نیروی‌های هوایی تشکیل شده بود. پلیس ملی افغان (ANP)، پلیس مرزی افغان (ANBP)، پلیس ضد شورش و پلیس بخش اجتماعی (ANCOP) نیز شامل ANSF بود. قرارگاه اصلی CJTF در کمپ فینکس واقع در شهر کابل بود. این تسک فورس به چندین بخش دیگر در پنج نقطه کشور تقسیم می‌شد که ادارات دیگر آن در بخش جنوبی (RCAC/PAC-S)، بخش غربی (RCAC/PAC-W)، بخش شرقی (RCAC/PAC-E)، بخش مرکزی (RCAC/PAC-C) و بخش شمالی (RCAC/PAC-N) بود. هر بخش مسئول آموزش سربازان یاد شده در شهرهای همان نقاط را داشت. تمام کشورهای شرکت کننده به غیر از ایالات متحده آمریکا و کانادا جزو اتحادیه اروپا بودند. تسک فورس فینکس هفت بار ارتقا داده شد و در اواخر با نام TFPVII شناخته می‌شد.